# 王浩泽
王浩泽（1990年3月—），女，满族，河北滦平人，中共党员，硕士学位。曾任中国航天科技集团航天推进技术研究院十一所高级工程师，2020年9月入选第三批航天员，现为中国人民解放军航天员大队航天飞行工程师、四级航天员，陆军中校军衔。是中国首位女性航天飞行工程师，中国第三位女性航天员，以及继同为满族的张晓光后中国第二位少数民族航天员。
2023年，她入选神舟十九号飞行任务乘组。2024年10月，她开始执行神舟十九号飞行任务，目前正在太空。

## 生平
王浩泽1990年生于河北省承德地区滦平县，父亲为交通警察（从警前也曾做过教师），母亲为中学生物教师。王浩泽少年时即表现出对长跑的兴趣。
初中二年级时，王浩泽从滦平三中转学至滦平二中，2005年以滦平全县中考第二名的成绩考入唐山市第一中学省理科实验班，2008年考入东南大学能源与环境学院热能与动力工程专业后，王浩泽2009年12月加入中国共产党，也曾参加校田径队，经常代表东南大学参加江苏省级运动会，学业成绩亦保持前列，2012年被保送至东南大学本校工程热物理专业攻读硕士研究生，主攻等离子体爆震领域。
2015年硕士毕业后，王浩泽进入中国航天科技集团六院（航天推进技术研究院）北京11所从事火箭发动机预研工作。
2018年4月24日，中国第三批航天员选拔启动后，她报名参加，并于2020年9月正式入选，2021年1月入伍。2023年她与蔡旭哲、宋令东一同被选入神舟十九号乘组，并于2024年10月30日开始执行本次任务。

## 执行任务
| 次序   | 任务名称   | 发射时间（UTC+8）        | 着陆时间（UTC+8）    | 运载火箭      | 对接       | 任务时长         | 舱外活动次数 | 舱外活动时长 |
| ------ | ---------- | ------------------------ | -------------------- | ------------- | ---------- | ---------------- | ------------ | ------------ |
| 1      | 神舟十九号 | 2024年10月30日, 04:27:34 | 2025年4月30日，13:08 | 长征二号F遥19 | 天宫空间站 | 182天8小时又40分 | 0            | 0            |
| 合计： | 合计：     | 合计：                   | 合计：               | 合计：        | 合计：     | 182天8小时又40分 | 0            | 0            |